# Ooops!
『Ooops!』（ウープス!）とは、STVにより制作され、ITVやCITVなどで放送されている子供向けのコント番組である。

## 概要
元々はSTVにより放送されていた『wknd@stv』という子供向け番組内で放送されていたが、人気になったために、番組が独立した。この番組のコントは、あまり特定の言語を使用しない点が特徴である。

## 日本国内での視聴
日本では、日本テレビの『世界まる見え!テレビ特捜部』の一部でコーナーとして存在し、視聴することができる。2010年2月をもって一旦最終回を迎えたが、同年6月7日の放送で復活した。ほかに、ケーブルテレビのチャンネル・EXエンタテイメントで放送されている。
Ooops!のDVDが発売されているため、インターネット通販や店舗で購入することができる。